# Escola Lucchese

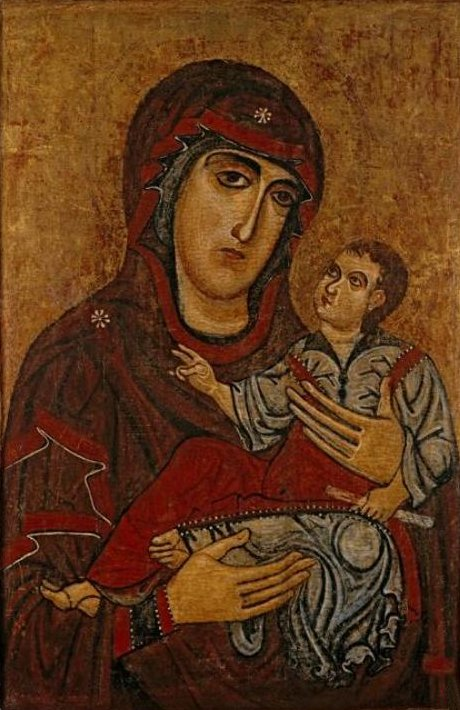
Madonna e Menino, por um pintor anônimo da Escola de Lucas, c. 1200, Museu de Arte de El Paso

A escola de Lucas ou escola Lucchese ou escola pisano-lucchese foi uma escola de pintura e escultura que floresceu nos séculos XI e XII no oeste e sul da Toscana com um importante centro em Volterra. A arte é principalmente anônima. Embora não tão elegante quanto à escola florentina, o trabalho da Escola de Lucas é impressionante por sua imponência. 